# NGC 3559
NGC 3559 је спирална галаксија у сазвежђу Лав која се налази на NGC листи објеката дубоког неба.
Деклинација објекта је + 12° 0' 59" а ректасцензија 11h 10m 45,1s. Привидна величина (магнитуда) објекта NGC 3559 износи 12,8 а фотографска магнитуда 13,7. NGC 3559 је још познат и под ознакама NGC 3560, UGC 6217, MCG 2-29-8, CGCG 67-25, PGC 33940.